# Relation de Sylvester dans le triangle

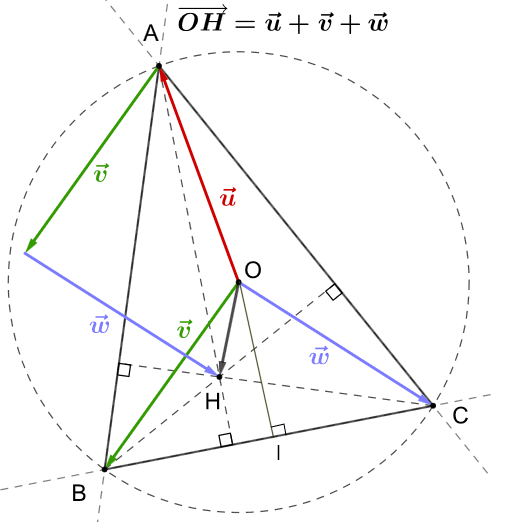

En géométrie, la relation de Sylvester, portant le nom de James Joseph Sylvester, est une relation vectorielle entre le centre du cercle circonscrit d'un triangle et son orthocentre.

## Énoncé
Soit {\displaystyle O} le centre du cercle circonscrit au triangle {\displaystyle (ABC)}, {\displaystyle H} son orthocentre. La relation de Sylvester s'écrit , :
{\displaystyle {\overrightarrow {OH}}={\overrightarrow {OA}}+{\overrightarrow {OB}}+{\overrightarrow {OC}}}.
Comme le centre de gravité {\displaystyle G} du triangle vérifie {\displaystyle 3{\overrightarrow {OG}}={\overrightarrow {OA}}+{\overrightarrow {OB}}+{\overrightarrow {OC}}}, cette relation est en fait équivalente à la relation vectorielle d'Euler : {\displaystyle {\overrightarrow {OH}}=3{\overrightarrow {OG}}}.

## Démonstration[3]
Soit {\displaystyle X} le point défini par {\displaystyle {\overrightarrow {OX}}={\overrightarrow {OA}}+{\overrightarrow {OB}}+{\overrightarrow {OC}}}, et {\displaystyle I} le projeté de {\displaystyle O} sur {\displaystyle [BC]} , qui est aussi le milieu de {\displaystyle [BC]}.
Alors {\displaystyle {\overrightarrow {OX}}-{\overrightarrow {OA}}={\overrightarrow {AX}}={\overrightarrow {OB}}+{\overrightarrow {OC}}=2{\overrightarrow {OI}}} ; 
{\displaystyle {\overrightarrow {AX}}} est donc orthogonal à {\displaystyle {\overrightarrow {BC}}}, et {\displaystyle X} se trouve sur la hauteur issue de A.
Par symétrie, {\displaystyle X} se trouve donc sur les trois hauteurs, et {\displaystyle X} n'est autre que l'orthocentre {\displaystyle H}, CQFD.